# العلاقات المجرية البلغارية
العلاقات المجرية البلغارية هي العلاقات الثنائية التي تجمع بين المجر وبلغاريا.

## مقارنة بين البلدين
هذه مقارنة عامة ومرجعية للدولتين:
| وجه المقارنة                                              | المجر                                                       | بلغاريا                                                                             |
| --------------------------------------------------------- | ----------------------------------------------------------- | ----------------------------------------------------------------------------------- |
| المساحة (كم2)                                             | 93.04 ألف                                                   | 110.99 ألف                                                                          |
| عدد السكان (نسمة)                                         | 9.78 مليون                                                  | 7.08 مليون                                                                          |
| الكثافة السكانية (ن./كم²)                                 | 105.12                                                      | 63.79                                                                               |
| العاصمة                                                   | بودابست                                                     | صوفيا                                                                               |
| اللغة الرسمية                                             | لغة مجرية                                                   | اللغة البلغارية                                                                     |
| العملة                                                    | فورنت مجري                                                  | ليف بلغاري                                                                          |
| الناتج المحلي الإجمالي (بليون دولار)                      | 139.14 مليار                                                | 56.83 مليار                                                                         |
| الناتج المحلي الإجمالي (تعادل القوة الشرائية) بليون دولار | 260.42 مليار                                                | 130.99 مليار                                                                        |
| الناتج المحلي الإجمالي الاسمي للفرد دولار أمريكي          | 12.36 ألف                                                   | 8.03 ألف                                                                            |
| الناتج المحلي الإجمالي للفرد دولار أمريكي                 | 25.07 ألف                                                   | 17.21 ألف                                                                           |
| مؤشر التنمية البشرية                                      | 0.828                                                       | 0.782                                                                               |
| رمز المكالمات الدولي                                      | +36                                                         | +359                                                                                |
| رمز الإنترنت                                              | .hu                                                         | .bg، .бг ‏                                                                           |
| المنطقة الزمنية                                           | ت ع م+01:00، ت ع م+02:00، أوروبا/بودابست ‏، توقيت وسط أوروبا | ت ع م+02:00، ت ع م+03:00، أوروبا/صوفيا ‏، توقيت شرق أوروبا، توقيت شرق أوروبا الصيفي ‏ |

## مدن متوأمة
في ما يلي قائمة باتفاقيات التوأمة بين مدن مجرية وبلغارية:
- ترتبط تاتابانيا مع بازارجيك باتفاقية توأمة.
- ترتبط Kazincbarcika [الإنجليزية]‏ مع ديميتروفغراد باتفاقية توأمة منذ 15 مارس 1998.
- ترتبط زالاجيرسيج مع دوبريتش باتفاقية توأمة منذ 1990.
- ترتبط ناجيكانيزسا مع كازنلاك باتفاقية توأمة منذ 1 يونيو 1998.
- ترتبط شوبرون مع فيليكو ترنوفو باتفاقية توأمة منذ 1987.
- ترتبط Szigetszentmiklós [الإنجليزية]‏ مع غورنا اورياهوفيتسا باتفاقية توأمة.
- ترتبط ميشكولتس مع بورغاس باتفاقية توأمة منذ 1996.
- ترتبط Pestszentlőrinc-Pestszentimre [الإنجليزية]‏ مع نيسيبار باتفاقية توأمة.
- ترتبط فيسبرم مع هاسكوفو باتفاقية توأمة منذ 1987.
- ترتبط Soroksár [الإنجليزية]‏ مع Tvarditsa, Sliven Province [الإنجليزية]‏ باتفاقية توأمة.
- ترتبط بيتش مع سليفن باتفاقية توأمة.
- ترتبط دوناوجفاروس مع سيليسترا باتفاقية توأمة.
- ترتبط سيكشفهيرفار مع بلاغويفغراد باتفاقية توأمة منذ 28 أكتوبر 1978.
- ترتبط سيجد مع فارنا باتفاقية توأمة منذ 6 نوفمبر 1993.[17][17]
- ترتبط Újbuda [الإنجليزية]‏ مع روسه باتفاقية توأمة.
- ترتبط دبرتسن مع شومن باتفاقية توأمة منذ 1970.[18][19][18][19]
- ترتبط كوسيغ مع تريافنا باتفاقية توأمة منذ 1995.

## منظمات دولية مشتركة
يشترك البلدان في عضوية مجموعة من المنظمات الدولية، منها:
| علم المنظمة | اسم المنظمة                               | تاريخ انضمام المجر | تاريخ انضمام بلغاريا |
| ----------- | ----------------------------------------- | ------------------ | -------------------- |
|             | الاتحاد الأوروبي                          | 1 مايو 2004        | 2007                 |
|             | وكالة ضمان الاستثمار متعدد الأطراف        | 21 أبريل 1988      | 23 سبتمبر 1992       |
|             | الأمم المتحدة                             | 14 ديسمبر 1955     | 14 ديسمبر 1955       |
|             | الفريق المعني برصد الأرض                  | ?                  | ?                    |
|             | مجلس التعاون الاقتصادي                    | 25 يناير 1949      | 25 يناير 1949        |
|             | مركز تنسيق الحركة في أوروبا ‏              | ?                  | ?                    |
|             | منظمة حظر الأسلحة الكيميائية              | ?                  | ?                    |
|             | منظمة التجارة العالمية                    | 1995               | 1 ديسمبر 1996        |
|             | منظمة الشرطة الجنائية الدولية             | ?                  | ?                    |
|             | منظمة الأمن والتعاون في أوروبا            | 25 يونيو 1973      | 25 يونيو 1973        |
|             | حلف شمال الأطلسي                          | 12 مارس 1999       | 29 مارس 2004         |
|             | نظام تحكم تكنولوجيا القذائف               | 1993               | 2004                 |
|             | يونسكو                                    | 14 سبتمبر 1948     | 17 مايو 1956         |
|             | مجلس أوروبا                               | 6 نوفمبر 1990      | 7 مايو 1992          |
|             | Strategic Airlift Capability ‏             | ?                  | ?                    |
|             | الاتحاد البريدي العالمي                   | ?                  | ?                    |
|             | البنك الدولي للإنشاء والتعمير             | 7 يوليو 1982       | 25 سبتمبر 1990       |
|             | اتفاقية السماوات المفتوحة                 | ?                  | ?                    |
|             | الاتحاد الدولي للاتصالات                  | 1866               | 18 سبتمبر 1880       |
|             | مؤسسة التمويل الدولية                     | 29 أبريل 1985      | 22 يوليو 1991        |
|             | المنظمة الأوروبية لسلامة الملاحة الجوية   | 1992               | 1997                 |
|             | المركز الدولي لتسوية المنازعات الاستشارية | 6 مارس 1987        | 13 مايو 2001         |
|             | مجموعة أستراليا                           | 1993               | 2001                 |
|             | مجموعة الموردين النوويين                  | ?                  | ?                    |
|             | حلف وارسو                                 | 14 مايو 1955       | 14 مايو 1955         |

## وصلات خارجية
- موقع وزارة الخارجية المجرية
- موقع وزارة الخارجية البلغارية